# Vratěnín
Vratěnín (en allemand : Fratting) est un bourg (městys) du district de Znojmo, dans la région de Moravie-du-Sud, en République tchèque. Sa population s'élevait à 292 habitants en 2021.

## Géographie
Vratěnín se trouve à la frontière avec l'Autriche, à 13 km au sud de Jemnice, à 35 km à l'ouest-nord-ouest de Znojmo, à 81 km au sud-ouest de Brno et à 155 km au sud-est de Prague.
La commune est limitée par Uherčice au nord et à l'est, par Stálky au sud-est, par l'Autriche au sud et par Dešná à l'ouest.

## Histoire
La première mention écrite du village date de 1251. Vratěnín a accédé au statut de bourg (městys) le 9 février 2021.

## Galerie

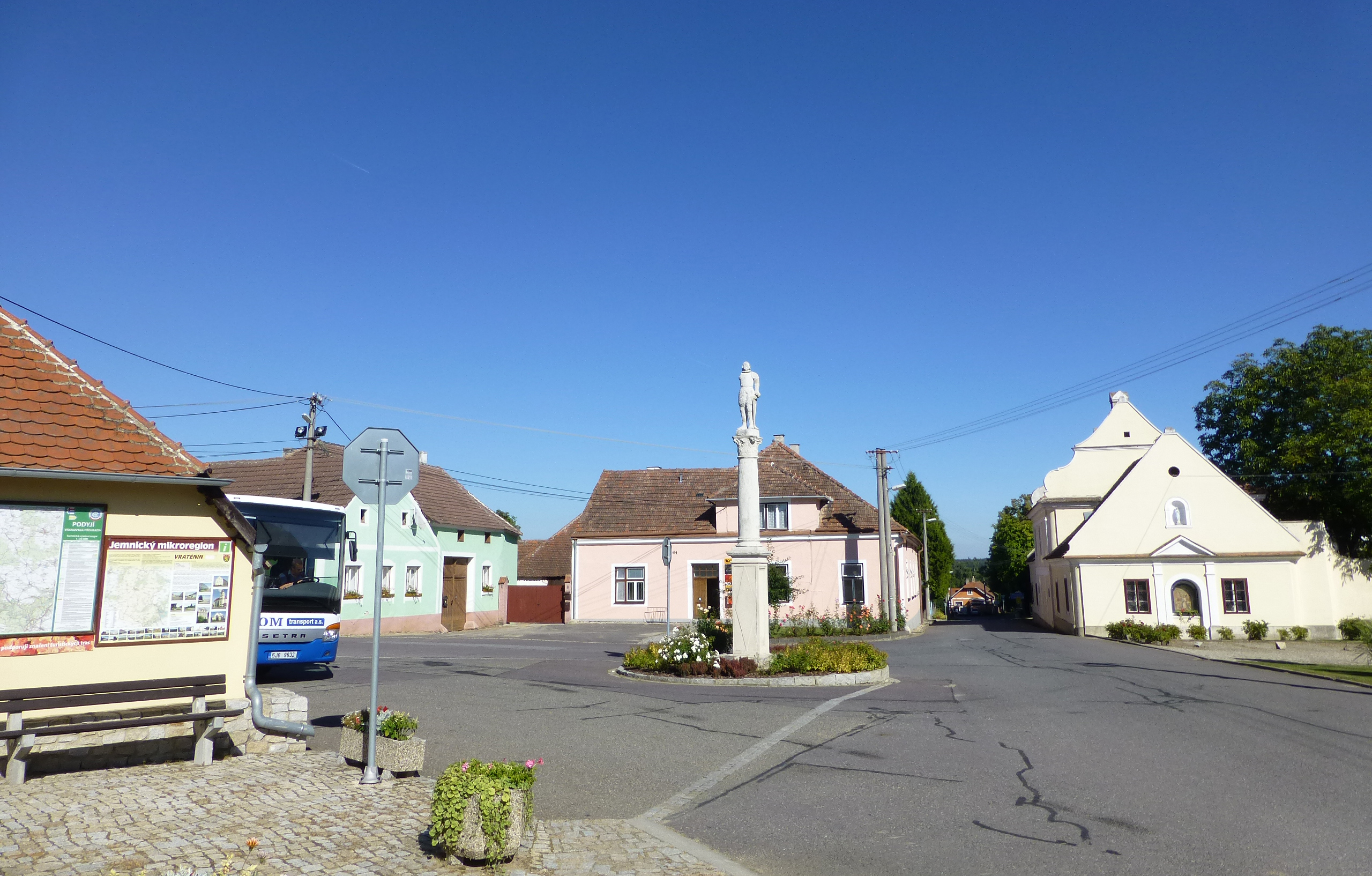
Vratěnín : place centrale.
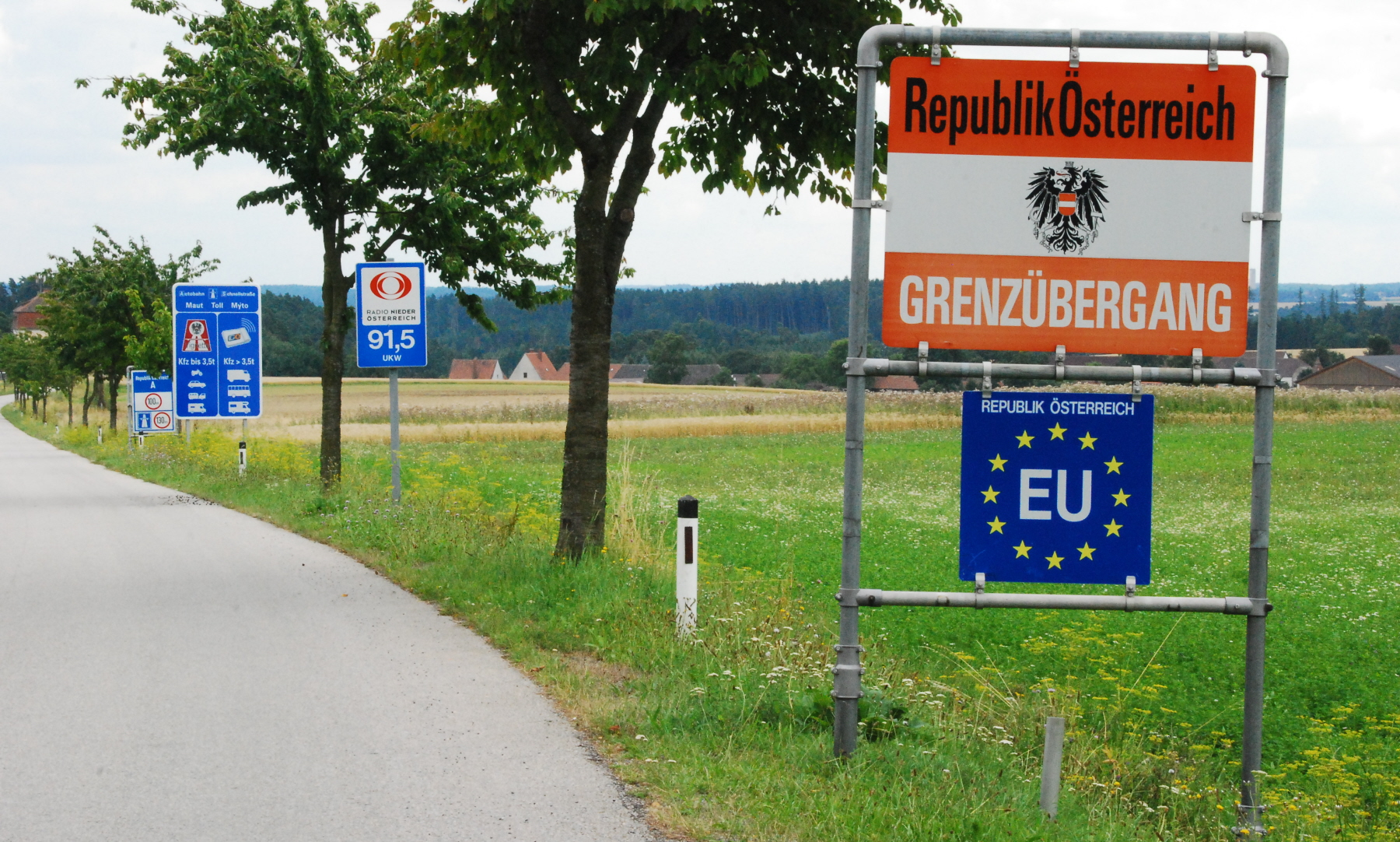
Passage frontalier.

## Transports
Par la route, Vratěnín se trouve à 16 km de Jemnice, à 30 km de Moravské Budějovice, à 44 km de Znojmo, à 106 km de Brno et à 198 km de Prague.